# Bertram Raphael
Bertram Raphael (Estado de Nova Iorque, 16 de novembro de 1936) é um cientista da computação estadunidense, conhecido por suas contribuições à inteligência artificial (IA).

## Vida e formação
Bertram Raphael nasceu em 1936 no Estado de Nova Iorque. Obteve o diploma de bacharel em física pelo Instituto Politécnico Rensselaer em 1957,  e um mestrado em matemática aplicada pela Universidade Brown em 1959. Obteve um doutorado em matemática em 1964 no Instituto de Tecnologia de Massachusetts (MIT), orientado por Marvin Minsky.

## Carreira
Começou a trabalhar no SRI International em 1964 como consultor. Após completar o Ph.D. no MIT esteve na Universidade da Califórnia em Berkeley durante um ano acadêmico, sendo depois contratado por tempo pleno no SRI em abril de 1965. Foi durante longo tempo membro do Artificial Intelligence Center do SRI, sendo seu diretor de 1970 a 1973. Enquanto no SRI ajudou a inventar o algoritmo A* e a desenvolver o robê Shakey, que foi um dos primeiros projetos patrocinados pela Defense Advanced Research Projects Agency (DARPA); Raphael dirigiu trabalhos sobre o Shakey de 1970 a 1971. Foi co-fundador do Journal of Artificial Intelligence.
Em 1976 vendeu a tecnologia NLS desenvolvida pelo Augmentation Research Center (ARC), liderado por Douglas Engelbart, para a Tymshare.
De 1980 a 1990 Raphael trabalhou como gerente de pesquisa na Hewlett Packard.

## Publicações selecionadas
Livros
- The Thinking Computer: Mind Inside Matter (W.H. Freeman & Company, 1976)

Tese
- SIR (Semantic Information Retrieval program) on the logical representation of knowledge for question-answering systems (MIT, 1964)[5]